# ヒュー・エヴェレット3世
ヒュー・エヴェレット3世（Hugh Everett III、1930年11月11日 - 1982年7月19日）は、アメリカ合衆国の物理学者である。1957年の博士論文で量子力学における多世界解釈を提唱したことで知られる。
博士号取得の前年に国防総省の研究職に就き、卒業後は物理学の研究に戻らなかった。その後、オペレーションズ・リサーチにおける一般化ラグランジュ乗数の利用法を開発し、軍事アナリストやコンサルタントとしてこれを商業的に応用した。1982年に51歳で死去した。イールズのEことミュージシャンのマーク・オリヴァー・エヴェレットは息子である。
エヴェレットの物理学における業績は、エヴェレットが亡くなる直前までほとんど注目されていなかった。1970年代に量子デコヒーレンスが発見されたことによって多世界解釈が注目されるようになり、コペンハーゲン解釈、パイロット波理論、無矛盾歴史と並ぶ量子力学の主要な解釈の一つになった。

## 若年期と教育
エヴェレットは1930年11月11日にワシントンD.C.で生まれ、そこで育った。父はヒュー・エヴェレット・ジュニア、母はキャサリン・ルシル・エヴェレット（旧姓ケネディ）である。幼少期に両親が別居し、エヴェレットは当初は母親の下で育てられたが、7歳からは父親とその再婚相手のサラ・エヴェレット（旧姓スリフト）に育てられた。
12歳の時、エヴェレットはアルベルト・アインシュタインに宛てて手紙を書き、動かせない物体と止めることのできない力がぶつかったどうなるかというパラドックスを解決したと記した。アインシュタインからは次のような返事が届いた。
親愛なるヒューへ: 止めることのできない力や動かせない物体のようなものは存在しません。しかし、この目的のために自ら生み出した奇妙な困難を無理やり通り抜けた、とても頑固な少年はいるようです。敬具 A・アインシュタイン
エヴェレットは、奨学金を得てワシントンD.C.のセント・ジョンズ・カレッジ高校に入学した。その後、アメリカ・カトリック大学に入学して化学工学を学んだ。大学在学中に『アスタウンディング・サイエンス・フィクション』誌でダイアネティックスについての記事を読んだ。そこからダイアネティックスの後身であるサイエントロジーに興味を示すことはなかったが、エヴェレットは生涯、従来の医療に対する不信感を持ち続けた。
第二次世界大戦中、エヴェレットの父は参謀本部の中佐としてヨーロッパで戦い、終戦後も西ドイツに駐在していた。1949年、エヴェレットは大学を1年間休学してに父の元に滞在した。親子ともに復興中の西ドイツの写真を大量に撮影したが、技術的な興味から撮影したものであり、ほとんどの写真に人物は写っていなかった。
1953年にアメリカ・カトリック大学を卒業した。卒業時に取得したのは化学工学の学位だったが、数学も学位を得るのに十分な課程を修了していた。

### プリンストン大学
エヴェレットは全米科学財団の奨学金によりプリンストン大学大学院に進学した。プリンストンでは数学を専攻し、アルバート・タッカーの下で黎明期のゲーム理論の研究に取り組んだが、次第に物理学に傾倒していった。エヴェレットは1953年に初めて物理学の授業（ロバート・H・ディッケの「量子力学入門」など）を受講した。1954年にユージン・ウィグナーの「数理物理学の方法」を受講した。エヴェレットは数学の研究も続けており、同年12月に軍事ゲーム理論に関する論文を発表した。1955年春に修士号を取得した。
1955年に指導教官がジョン・ホイーラーに交代した。量子論に関する短い論文をいくつか書いた後、1956年4月に「確率のない波動力学」(Wave Mechanics Without Probability)という長い論文を完成させた。
プリンストン大学に入学して3年目、プリンストンの1年目から友人となったヘイル・トロッター、ハーヴェイ・アーノルド、チャールズ・マイスナーと同じアパートに引っ越した。アーノルドは後に、学生時代のエヴェレットについて次のように語っている。
彼は幅広い分野で頭が良かった。というのも、化学工学から数学、物理学へと進み、ほとんどの時間をサイエンス・フィクションの本に埋もれて過ごしていて、本当にこれは才能だ。
この頃、エヴェレットはナンシー・ゴア(Nancy Gore)と出会った。ナンシーはエヴェレットの手書きの論文「確率のない波動力学」のタイピングを行った。2人は出会った翌年に結婚した。この論文は後に『普遍的波動関数理論』(The Theory of the Universal Wave Function)に改題された。
指導教官のホイーラーは1956年6月に量子論の研究の本場であるコペンハーゲンを訪問した。そこでエヴェレットの研究を披露して好意的な評価を得ようとしたが、失敗に終わった。
1956年6月から国防総省の兵器システム評価グループ(WSEG)で働き始めた。1年以内に博士号を取得することが就労の条件だったため、1957年4月、博士論文を提出するためにプリンストンに戻った。口頭試験は4月23日に行われた。首席審査員のホイーラー、ヴァレンタイン・バーグマン、H・W・ウィルド、ロバート・H・ディッケはエヴェレットについて次のように評した。
彼は非常に難しい問題を扱い、自身の結論を堅固に、明確に、論理的に主張した。彼は、著しい数学的能力、論理分析の鋭敏さ、高い表現力を示した。
エヴェレットはプリンストン大学で物理学の博士号を取得した。博士論文のタイトルは「量子力学の基礎について」(On the foundations of quantum mechanics)である。この論文の中で、後に「多世界解釈」と呼ばれる理論が提唱されていたが、多世界の概念をどう表現するかについてエヴェレットとホイーラーの間で妥協があり、大幅に内容とページ数が削減されており、エヴェレットは論文の最終形に満足していなかった:160。この論文は、ホイーラーによる好意的な批評を添えて"Reviews of Modern Physics"誌に掲載された。

## キャリア

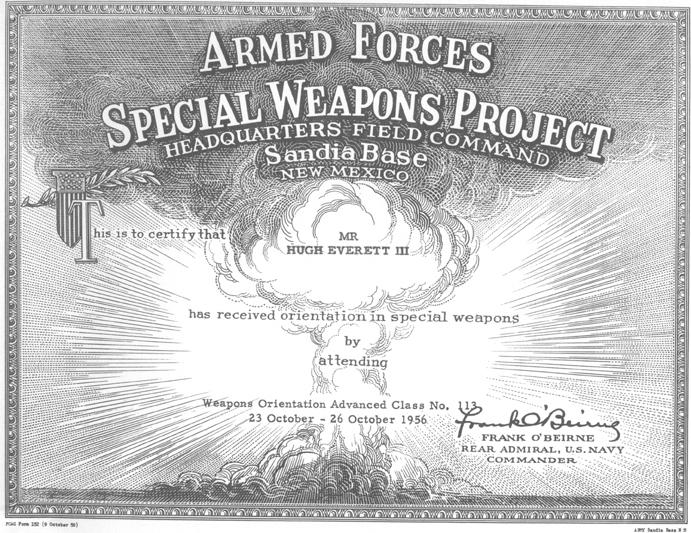
1956年のサンディア国立研究所での核兵器に関する講習に参加したエヴェレットに交付された受講証明書

1956年10月23日から26日にかけて、ニューメキシコ州アルバカーキのサンディア国立研究所で核兵器について学ぶ講習が開かれ、エヴェレットもこれに参加した。この講習でコンピュータモデリングを知ったエヴェレットはこれを気に入った。1957年にWSECの物理数学部長に就任した。WSEGでエヴェレットが行った研究の多くは、今なお機密扱いのままである。エヴェレットは、当時始まったばかりのミニットマンミサイルに関する研究や、「大規模核兵器作戦における放射性降下物の分布と影響」に関する研究に携わった。
1959年の3月から4月にかけて、エヴェレットはホイーラーの要請によりコペンハーゲンを訪問し、「コペンハーゲン解釈や量子力学の父」であるニールス・ボーアに会った。この訪問はエヴェレットにとって最悪のものとなった。ボーアはエヴェレットの多世界アプローチを全面的に否定し、観測を重視するコペンハーゲン学派のアプローチを擁護した。両者の間の溝はあまりにも広かった。ボーアの弟子のレオン・ローゼンフェルトはエヴェレットのことを「筆舌に尽くしがたいほど愚か」と呼び、「（エヴェレットは）量子力学の最も単純なことも理解できていない」と言った。後にエヴェレットはこの経験を「地獄だった……それは最初から運命づけられていた」と語った。
エヴェレットはコペンハーゲン滞在中に、一般化されたラグランジュ乗数を数理最適化に応用するという新しいアイデアに取り組み始めた。1963年に発表された彼の定理は、ラグランジュ双対を主問題に関連付けるものである。
1962年、オハイオ州のザビエル大学で開催される量子力学の基礎に関する会議で、エヴェレットは相対状態の定式化（多世界解釈は当時このように呼ばれていた）について発表するよう招待を受けた。エヴェレットはこの発表の中で、自身の理論における確率の導出法を示し、波動関数の全ての分枝にいる観測者は等しく「実在」であると明言した。またエヴェレットは、ボリス・ポドリスキーの「数え切れない無限の世界があるように見える」という意見に同意した。
1964年8月、エヴェレットはWSEGの同僚数名とともに、軍のモデリングソリューションを様々な民間の問題に応用するための会社、ラムダ・コーポレーションを設立した。1970年代初頭、国防予算が縮小され、その予算も大半がベトナム戦争のために使われたため、ラムダ社はゼネラルリサーチ社に吸収された。
1973年、エヴェレットとドナルド・ライスラー（ラムダ社からの同僚で同じ物理学者）は会社を辞め、バージニア州アーリントンでDBS社を設立した。この会社は、アメリカ海軍の艦船のメンテナンスの最適化などの軍事関連の研究のほか、司法省と保健福祉省から「政府のアファーマティブ・アクション・プログラムの社会経済的効果の分析」の業務を請け負っていた。同社は、エヴェレットが開発したアルゴリズムを利用するビジネス・コンサルティング会社、アメリカン・マネジメント・システムズ(AMS)から部分的に支援を受けていた。エヴェレットは、AMSの非管理部門のバイスプレジデントを兼務し、AMSの創設者から頻繁に相談を受けていた。
エヴェレットは早くからプログラミングの技術を身に着け、DBS社ではTRS-80を愛用した。エヴェレットは残りの人生の大半を主にDBS社で働いた。

## その後の評価
1970年、ブライス・ドウィットは『フィジックス・トゥデイ』誌においてエヴェレットの相対状態理論（ドウィットはこれを「多世界理論」と呼んだ）に関する記事を書き、多くの物理学者からの手紙が寄せられた。ドウィットは、これらの手紙と技術的反論への返答も同誌に掲載した。ドウィットは多世界解釈（相対状態解釈）についてエヴェレットとやり取りをし、多世界解釈に関する論文集の執筆を始めた。この論文集は、多世界解釈に関する1957年のオリジナルの論文と、エヴェレットが1956年に執筆した論文「普遍波動関数理論」（この論文は未発表だった）が中心となっている。論文集は1973年に出版され、完売した。1976年、エヴェレットの研究に関する記事がSF雑誌『アナログ』（『アスタウンディング・サイエンス・フィクション』の後身）に掲載された。
1977年、ホイーラーはテキサス大学オースティン校で開催された会議でエヴェレットに講演を依頼した。この会議でエヴェレットは初めて、かつ生涯で唯一ドウィットと対面した。エヴェレットの講演は非常に好評で、会議に参加した多くの物理学者に影響を与えた。その中には、ホイーラーが当時指導をしていた大学院生のデイヴィッド・ドイッチュがおり、ドイッチュは後に多世界解釈を世界に広めることになる。多世界理論への信念を決して曲げなかったエヴェレットは、この講演を楽しんだ。エヴェレットは数年ぶりに人前で自身の量子論の研究について話をしたのである。しかし、エヴェレットは自身の理論の宣伝はほとんどせず、「1956年にこの件からは手を洗った」と述べた:24。ホイーラーはカリフォルニアに新しい研究所を設立するにあたり、エヴェレットに物理学の世界に戻るよう誘ったが、エヴェレットは応じなかった。1980年、ホイーラーは「この理論は、一緒に運ぶには形而上学的な荷物が大きすぎる」と考えていると述べた。

## 死去とその後
1982年7月18日から19日にかけての夜、51歳のエヴェレットは自宅のベッドで心筋梗塞により死去した。健康そうに見えていたが、肥満やチェーンスモーキング、飲酒の習慣が原因と見られている。エヴェレットは無神論者であり、自分が死んだ後は遺体をゴミとして捨てるようにと言っていた。妻は当初、火葬した後の遺灰を壺に入れて保管していたが、数年後、遺志に従った。エヴェレットの死について、息子のマーク・オリバー・エヴェレットは後に次のように語っている。
父が自分自身を大事にしなかったことに、私がどれだけ怒っていたか。医者に行こうとせず、酷く太り、1日に3箱のタバコを吸い、魚のように酒を飲み、運動をしなかった。それでも、亡くなる数日前、父が「いい人生だった」「満足している」と言っていたと、父の同僚から聞いたことを思い出す。父の生き方にはある種の価値があることに私は気づいた。彼は、好きなように食べ・吸い・飲み、ある日突然死んだ。私が直面した他の選択を考えると、楽しんだ後にすぐ死ぬということは、それほど難しいことではないとわかる:235。
エヴェレットが立ち上げた企業のうち、2023年現在も存続しているのは、シアトルにあるモノウェーブ・コーポレーションのみである。この会社は、ノースカロライナ大学でドウィットの指導の下で博士号を取得した後にDBS社でプログラマとして働いていたエレイン・チアン(Elaine Tsiang)とともに設立した会社である。
エヴェレットの娘のエリザベスは1996年に自殺し、妻のナンシーは1998年に癌で亡くなった。息子のマークは、"E"と名乗ってミュージシャンとして活動しており、イールズのメインボーカルを務めている。1990年代後半に製作されたイールズのアルバム『エレクトロ・ショック・ブルース』は、これらの家族の死に対するEの感情から生まれたものだった。
マーク・エヴェレットは、BBCテレビのドキュメンタリー番組"Parallel Worlds, Parallel Lives"で父の研究について探った。この番組の中で、マークは父が亡くなるまで、彼が影響力のある素晴らしい物理学者であることを知らなかったと述べている。